# Malpartida de Corneja (kommunhuvudort)
Malpartida de Corneja är en kommunhuvudort i Spanien.   Den ligger i provinsen Provincia de Ávila och regionen Kastilien och Leon, i den centrala delen av landet, 140 km väster om huvudstaden Madrid. Malpartida de Corneja ligger 1 025 meter över havet och antalet invånare är 177.
Terrängen runt Malpartida de Corneja är kuperad åt sydost, men åt nordväst är den platt. Runt Malpartida de Corneja är det glesbefolkat, med 12 invånare per kvadratkilometer. Närmaste större samhälle är La Horcajada, 13,6 km sydväst om Malpartida de Corneja. Trakten runt Malpartida de Corneja består i huvudsak av gräsmarker.